# Philosophia Africana
Philosophia Africana es una revista especializada en la filosofía africana. Está publicado por la Universidad DePaul en Chicago, Estados Unidos. El redactor jefe es el filósofo nigeriano Emmanuel Chukwudi Eze. En 2002 el periódico ha recibido el título de "Mejor nuevo Periódico" por Council of Editors of Learned Journals.